# Montbau (metrostation)
Montbau is een metrostation aan Lijn 3 (groene lijn) van de metro van Barcelona.
Het station ligt onder de Passeig de la Vall d'Hebron, tussen de Carrer de l'Arquitectura en Carrer Pare Mariana. De opening was in 1985 en was het eindpunt van deze lijn tot in 2001 de uitbreiding naar Canyelles werd geopend.
Dit station met zijperrons heeft een enkele hal voor kaartverkoop met twee ingangen. Omdat dit station op een berghelling ligt ligt een van de ingangen lager dan de kaartverkoophal waardoor passagiers omhoog moeten.

## Omgeving
Montbau geeft toegang tot meerdere faculteiten van de Universiteit van Barcelona.